# 게임보이 어드밴스

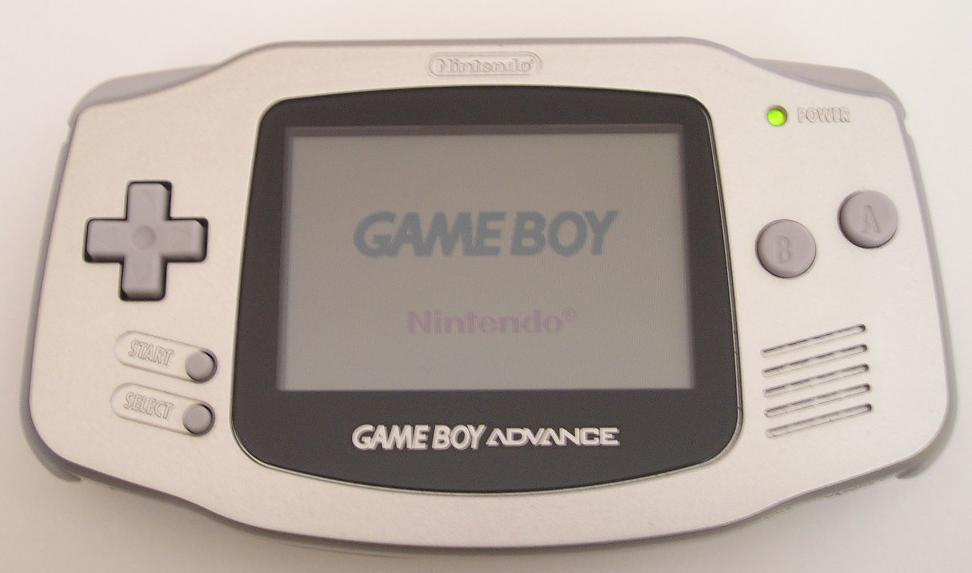
게임보이 어드밴스의 모습.

게임보이 어드밴스(영어: Game Boy Advance, 일본어: ゲームボーイアドバンス, 약칭: GBA)는 2001년 3월 21일 닌텐도가 일본에서 처음 발매한 휴대용 게임기이다. 줄여서 GBA라고도 부른다. 2003년에는 상위 기종으로 게임보이 어드밴스 SP가 발매되었다. 대한민국에서는 2001년에 대원씨아이는 닌텐도 측과 협업해서 한국 시장진출과 100만 개 물량 달성을 목표를 조건으로 사용권 계약을 체결했다. 그리고 같은 해 2001년 3월 21일 사실상 일본과 동시 발매했지만 물량 한정으로 인해 수입 증대가 어려웠다. 대원씨아이에서 정식으로 2002년에 발매했다.
2010년 6월 30일 기준으로 게임보이 어드밴스 시리즈는 전 세계적으로 81,510,000대가 판매되었다.

## 개요
1989년에 발매되었던 게임보이의 후계 기종으로 게임보이 어드밴스 전용 게임 외에도 게임보이나 게임보이 컬러용 게임도 사용할 수 있다.
하드웨어 성능은 슈퍼 패미컴을 웃돌며 2.5D의 표현까지 구사할 수 있다. 슈퍼 패미컴용으로 발매되던 게임의 리메이크나 속편이 많이 발매되었었다.

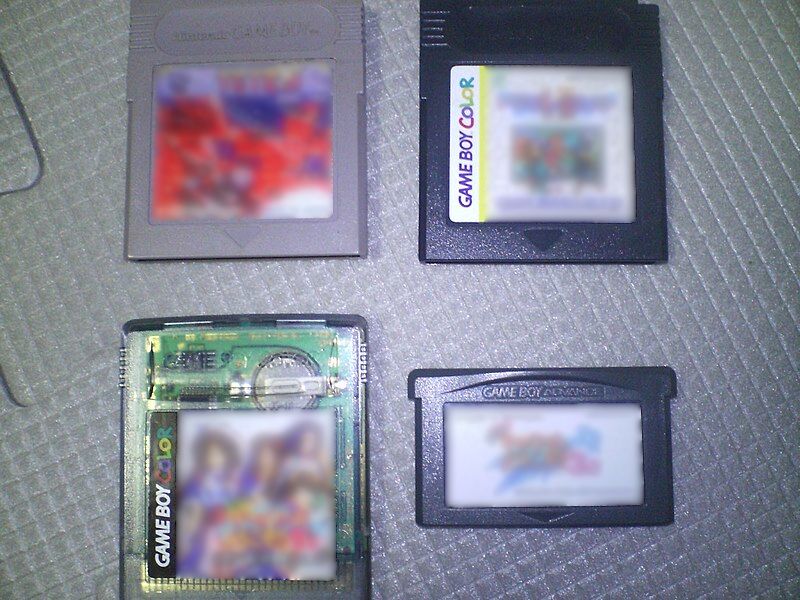
좌측 위부터 시계 방향으로 게임보이, 게임보이 칼라, 게임보이 어드밴스, 게임보이 칼라용 게임 카트리지

### 호환성
게임보이 어드밴스는 게임 카트리지 양쪽의 홈으로 게임보이와 게임보이 어드밴스의 게임 카트리지를 구분한다. 게임보이의 게임을 인식하게 되면, 중앙 처리 장치가 8비트로 동작하기 때문에 높은 호환성을 가지고 있다. 이 양쪽의 홈은 닌텐도 DS에서 게임보이용 게임 카트리지를 장착하지 못하게 하기 위해서도 사용되었다.
또 게임보이 어드밴스용 게임 카트리지는 게임보이용 게임 카트리지에 비해 짧고, 게임보이의 카트리지 슬롯에 들어간다고 해도 전기적으로 연결이 되지 않도록 설계되어 있다. 게임보이의 게임에 대해서는 적외선 통신을 제외한 모든 기능을 계승하고 있으며, L·R 버튼에 의한 화면 크기 변경이 추가로 제공되고 있다.

### 통신 기능
통신 케이블의 양 끝에는 크기가 다른 2개의 플러그가 있다. 이것으로 사용자를 식별하며, 케이블 중간의 단자에 통신 케이블을 추가로 연결함으로써 최대 4명까지 통신 대전이 가능하다.
게임큐브용 컨트롤러로 사용하는 것도 가능하여, 게임보이 플레이어를 사용하면 텔레비전으로 출력되는 화면을 보면서 게임보이 어드밴스 본체로 조작을 할 수 있다. 또 게임큐브와의 통신 기능이 포함된 게임도 있다.

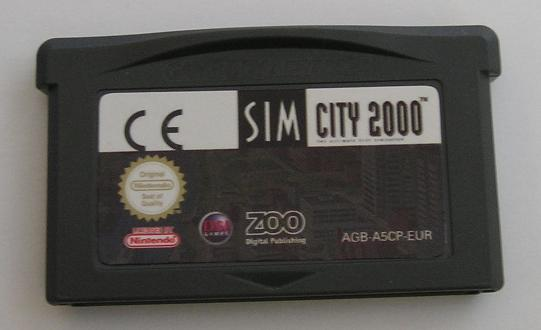
게임 카트리지(심시티 2000)

## 개량형 기기
게임보이 어드밴스의 개량판으로, 폴더형 디자인을 가진 게임보이 어드밴스 SP가 2003년에 발매되었고, 소형판인 게임보이 미크로가 2005년에 발매되었다. AA 건전지를 사용하였던 기존 기기와 달리 충전식 전지를 사용하는 것이 특징이며, 게임보이 미크로는 게임보이 및 게임보이 컬러 카트리지와 하위 호환이 되지 않는다.

## 그 외
닌텐도의 발표에 따르면 2005년 3월 말까지 일본을 포함하여 전 세계에서 6,679만대가 판매되었다고 한다. 게임기를 가지고 있는 초등학생 10명 중 7, 8명 꼴로 게임보이 어드밴스를 가지고 있기 때문에 상당히 인기가 있다고 한다.
개인용 컴퓨터와 접속하게 해주는 비 공식적인 케이블과 이를 이용한 소프트웨어 개발 툴도 존재해 동인 게임도 있다고 한다. 또 에뮬레이터와 게임 롬의 유출로 인한 저작권 문제가 발생하는 일도 있다.

## 대표적인 게임
- 슈퍼 마리오 어드밴스 시리즈
- 메이드 인 와리오 시리즈
- 별의 커비 시리즈
- 악마성 드라큘라 시리즈
- 포켓몬스터 시리즈
- 메트로이드 시리즈
- 파이어 엠블렘 시리즈
- 황금의 태양 시리즈
- 젤다의 전설 시리즈
- 슈퍼 로봇 대전 시리즈
- 역전재판 시리즈